# Dysdera argaeica
Dysdera argaeica este o specie de păianjeni din genul Dysdera, familia Dysderidae, descrisă de Nosek, 1905.
Este endemică în Turcia. Conform Catalogue of Life specia Dysdera argaeica nu are subspecii cunoscute.